# 神の国は汝らのうちにあり
『神の国は汝らのうちにあり』（かみのくにはなんじらのうちにあり、ロシア語：Царство Божие внутри вас, Tsarstvo Bozhiye vnutri vas）は、レフ・トルストイによって書かれたノンフィクション作品。哲学に関する学術論文であり、トルストイの祖国ロシアで発禁処分になり、その後の1894年に、ドイツで初めて出版された。この本はトルストイの30年にわたる思想のなかで最高潮のものであり、キリスト教の解釈に基づいた新たな社会組織を展開した。
『神の国は汝らのうちにあり』は、非暴力主義者やキリスト教の無政府主義者など、トルストイの支持者にとって重要な文書となっている。

## 背景

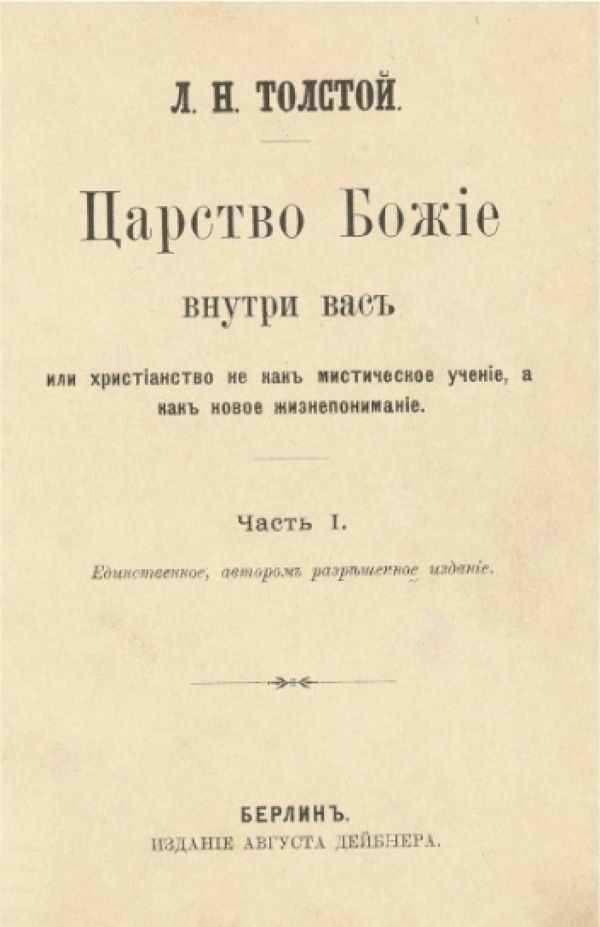
1894年の初版。

この本の題名は、『ルカによる福音書』17章21節からとられている。この本の中で、トルストイは、イエス・キリストが教えたとおり、暴力に晒された際の、非暴力抵抗主義の原理を説いている。キリストは、「もし誰かがあなたの右の頬を殴るなら、左の頬も差し出しなさい」と教えている。トルストイは、キリストが、たとえ防衛のために用いるのだとしても暴力を無くそうとし、復讐をなくそうとしたと説いている。また、トルストイは、視野を狭めるローマ時代、および中世の学者達の解釈を拒絶した。
「十戒に『殺してはならない』と書かれているのに、どうして人を殺せようか？」
トルストイは、戦争を行なう全ての国家・政府はキリスト教の原理を侮辱している、と考えていた。ロシア正教会は当時、ロシア政府に併合され、国家の政策に従順であった。彼は、特に山上の説教において説かれたキリストの福音の教えを、国家に癒着した教会から切り離そうとした。また、彼は国家主義者と教会の偽善に対する対抗策として、非暴力主義を主導した。福音書でイエス・キリストの言葉を読む中で、トルストイは当時の教会が異端であると記している。
トルストイは、様々な個人的体験に関連する雑誌や新聞の引用を提示し、それまでマイノリティだとされていた非抵抗主義がキリスト教のごく根本的な思想に基づいていることを鋭い洞察力をもって指摘した。特に、彼は当時の状態を維持しようとする人々に立ち向かった。

## 受容

### トルストイとガンディー

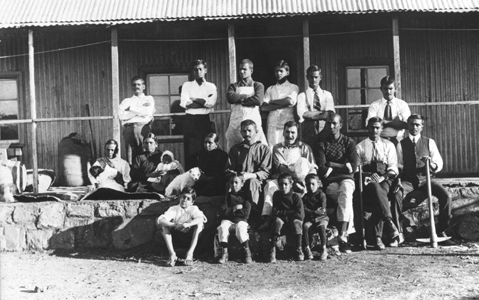
マハトマ・ガンディーと、トルストイ運動の一環として設立された「トルストイ・ファーム」の住人たち。1910年、南アメリカにて。

マハトマ・ガンディーは、自伝『真理へと近づく様々な実験』 （Part II, Chapter 15）において、この本は彼を「圧倒し」、「永続的な感銘を与えた」、と書いている。ガンディーはトルストイの著作の他に、ジョン・ラスキンの『この最後の者に』や、詩人のShrimad Rajchandraを、彼の人生に重要な影響を与えた3つの著作・著作者として挙げている。

1908年に、トルストイはA Letter to a Hinduを著し、ガンディーはそれを読んだ。その書簡で、トルストイは非暴力主義によって愛を武器とすることが、インド現住の人々が植民者のイギリス帝国を打倒する唯一の方法であると説いている。この思想は、最終的に、ガンディーの全国的な非暴力運動と、1918年から1947年にわたる抵抗によって達成された。1909年に、ガンディーはトルストイに、彼の母語であるグジャラート語で、A Letter to a Hinduを出版する許可を求める手紙を書いた。トルストイはそれに対して返書を送り、二人の往復書簡はトルストイが死去する1910年まで続いた。それらの書簡には、非暴力主義の、現実的・神学的思想についての内容だけでなく、ガンディーがトルストイの健康を心配する様子も含まれていた。トルストイの最後の手紙は「彼のペンによって書かれた最後の文章の一つ」であった。